# Philip Marlowe (serie de televisión)
Philip Marlowe es una serie estadounidense estrenada en HBO el 16 de abril de 1983 y que duró hasta el 3 de junio de 1986. En España se emitió en TVE a partir del 3 de enero de 1990. Fue la primera serie dramática producida por HBO.

## Sinopsis
La serie sigue los casos del detective privado Philip Marlowe. La acción transcurre en Los Ángeles durante los años 30, siendo las tramas adaptadas de relatos cortos del autor Raymond Chandler. 

## Reparto
- Powers Boothe es Philip Marlowe.
- Kathryn Leigh Scott es Annie Riordan (temporada 1)
- William Kearns es Teniente Victor "Violets" Magee (temporada 1)

## Premios y nominaciones
| Año  | Premio                                      | Resultado | Categoría                               | Ganador                                              |
| ---- | ------------------------------------------- | --------- | --------------------------------------- | ---------------------------------------------------- |
| 1983 | CableACE Awards                             | Nominado  | Actor dramático                         | Powers Boothe                                        |
| 1987 | CableACE Awards                             | Nominado  | Actriz en serie dramática               | Kate Reid (Por el episodio "Trouble Is My Business") |
| 1987 | Canadian Society of Cinematographers Awards | Nominado  | Mejor Fotografía en Serie Dramática     | Rene Ohashi                                          |
| 1986 | Gemini Awards                               | Nominado  | Mejor Guion Adaptado en Serie Dramática | Jeremy Hole                                          |
| 1986 | Gemini Awards                               | Nominado  | Mejor Fotografía en Serie dramática     | Rene Ohashi                                          |
| 1986 | Gemini Awards                               | Nominado  | Mejor Serie de TV de Pago               | Jon Slan                                             |
| 1986 | Gemini Awards                               | Nominado  | Mejor Música dramática en una serie     | Samuel Matlovsky                                     |